# دوغلاس لايت
دوغلاس لايت (بالإنجليزية: Douglas Light)‏ هو كاتب أمريكي، ولد في 1950.